# 拉萨勒和沙佩勒欧布里
拉萨勒和沙佩勒欧布里（法語：La Salle-et-Chapelle-Aubry，法語發音：[la sal e ʃapɛl obʁi] ⓘ）是法国曼恩-卢瓦尔省的一个旧市镇，属于绍莱区。2015年12月15日，拉萨勒和沙佩勒欧布里和相邻的10个市镇合并为新市镇埃夫尔河畔蒙特勒沃（Montrevault-sur-Èvre）。

## 地理
拉萨勒和沙佩勒欧布里（47°15'19"N, 0°59'9"W）面积18.76 平方千米，位于法国卢瓦尔河地区大区曼恩-卢瓦尔省，该省份为法国西部内陆省份，大致对应安茹地区，北起顺时针与马耶讷省、萨尔特省、安德尔-卢瓦尔省、维埃纳省、德塞夫勒省、旺代省、大西洋卢瓦尔省和伊勒-维莱讷省接壤。
与拉萨勒和沙佩勒欧布里接壤的市镇（或旧市镇、城区）包括：莫日地区博普雷欧、莫日地区绍德龙、莫日地区勒潘、拉普瓦特维尼耶尔、圣皮埃尔蒙利马尔。
拉萨勒和沙佩勒欧布里的时区为UTC+01:00、UTC+02:00（夏令时）。

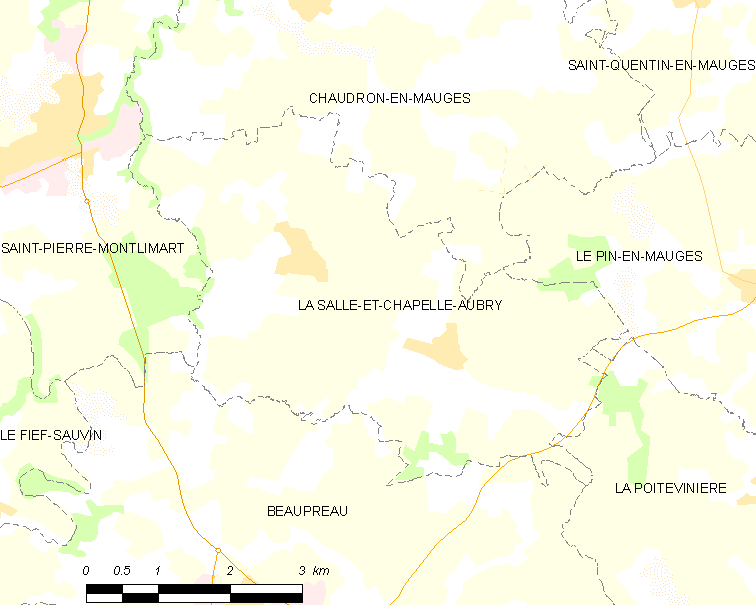
拉萨勒和沙佩勒欧布里的OSM定位图

## 行政
拉萨勒和沙佩勒欧布里的邮政编码为49110，INSEE市镇编码为49324。

## 政治
拉萨勒和沙佩勒欧布里所属的省级选区为莫日地区博普雷欧县。

## 人口

1962-2008年间拉萨勒和沙佩勒欧布里人口变化图示

拉萨勒和沙佩勒欧布里于2018年1月1日时的人口数量为1320人。